# Ulithi
Ulithi é um atol dos Estados Federados da Micronésia, situado no oceano Pacífico, a 191 km a leste das ilhas Yap, nas ilhas Carolinas. Administrativamente, constitui um município do estado de Yap.
O atol tem cerca de 40 ilhéus, medindo 3,57 km² de área e circundando uma lagoa de 36 km de comprimento por 26 km de largura. Contava com 773 habitantes em 2000, que falam a língua ulithi. Só quatro ilhéus são habitados: Falalop, Asor, Mogmog, e Fedarai.
O atol foi descoberto para o mundo ocidental pelo navegador português Diogo da Rocha em 1526, mas permaneceu intocado pelos europeus até ser redescoberto pelo capitão Don Bernard de Egui em 1712, e visitado pelos missionários jesuítas espanhóis liderados por Juan Antonio Cantova em 1731.

A Alemanha comprou a ilha em 1898.
Foi usada pelo Japão em ambas as guerras mundiais do século XX. Em 13 de março de 1945, em finais da Segunda Guerra Mundial, havia 647 barcos ancorados em Ulithi, e com a chegada das forças anfíbias para a invasão de Okinawa, o número de navios fundeados chegou a um máximo de 722. Este atol foi libertado durante a operação Stalemate II, enquadrada na operação principal Stalemate.
Hoje em dia é uma atração turística da Micronésia. O atol oferece boas possibilidades de pesca e mergulho, embora recentemente alguns tufões tenham erodido parte dos recifes.

## Ligações externas

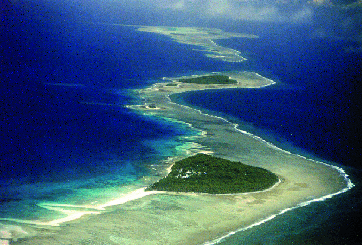
Vista aérea de parte de Ulithi.

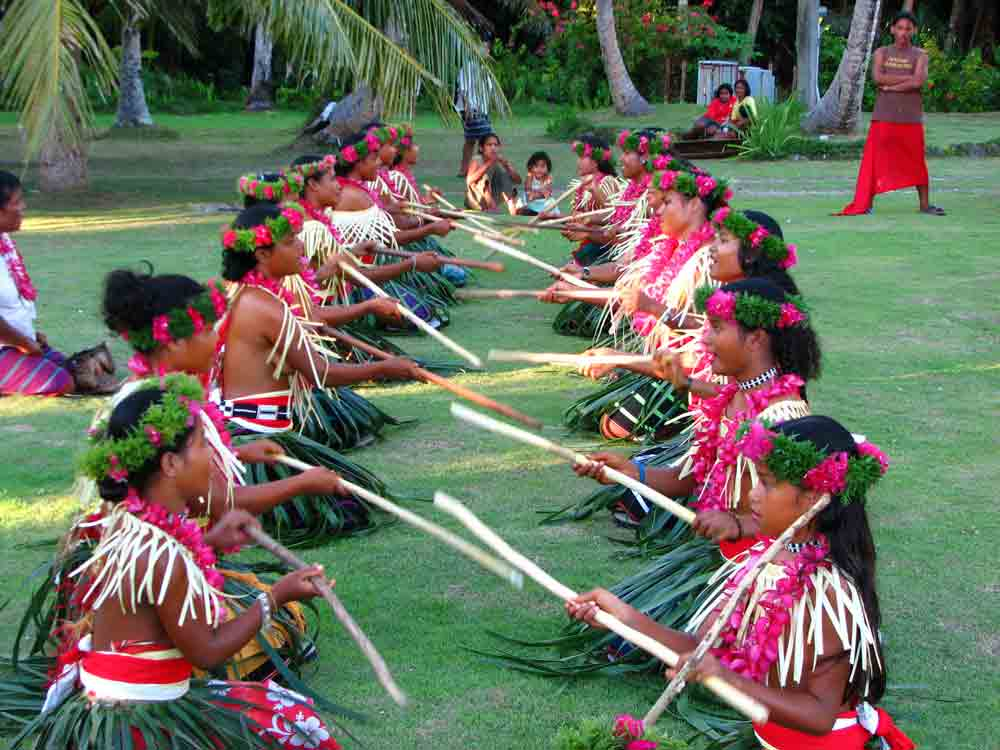
Cerimónia tradicional.